# Higer
Higer Bus Company Limited (кит. 海格客车, читается Хайгэ Кэчыэ, означает путешествующие у моря автобусы) — китайская автомобилестроительная компания, дочерняя компания китайского производителя автобусов King Long United Automobile. На сегодняшний день является ведущим производителем городских и туристических автобусов в Китае и вторым в мире. Основана в 1998 году. Декларируемая основа философии производства: «Фокус на безопасности и качестве сервиса». Тесно работает со шведской компанией Scania. Производство автобусов находится под контролем сотрудников Scania.
8 сентября 2016 года Министерство финансов назвало пять типичных проблемных компаний, включая GMC, Suzhou Jinlong, Wuzhoulong, Chery Wanda и Shaolin Bus, в ходе специальной проверки фондов субсидий для продвижения и применения транспортных средств на новых источниках энергии. Среди них Сучжоу Цзиньлун имеет 1683 новых энергетических автомобиля и 520 миллионов юаней в фондах субсидий в 2015 году, став «мошенником субсидий» с самым высоким количеством нелегальных транспортных средств и суммой. В уведомлении говорилось, что государственная субсидия в размере 520 миллионов юаней будет отменена, а Сучжоу Цзиньлун будет оштрафован на 260 миллионов юаней.

## Производственная мощность
Территория завода составляет 40000 кв. м.(4 гА) Вся территория поделена между тремя производственными площадками. Завод рассчитан на выпуск 35 000 автобусов в год.

## Модельный ряд

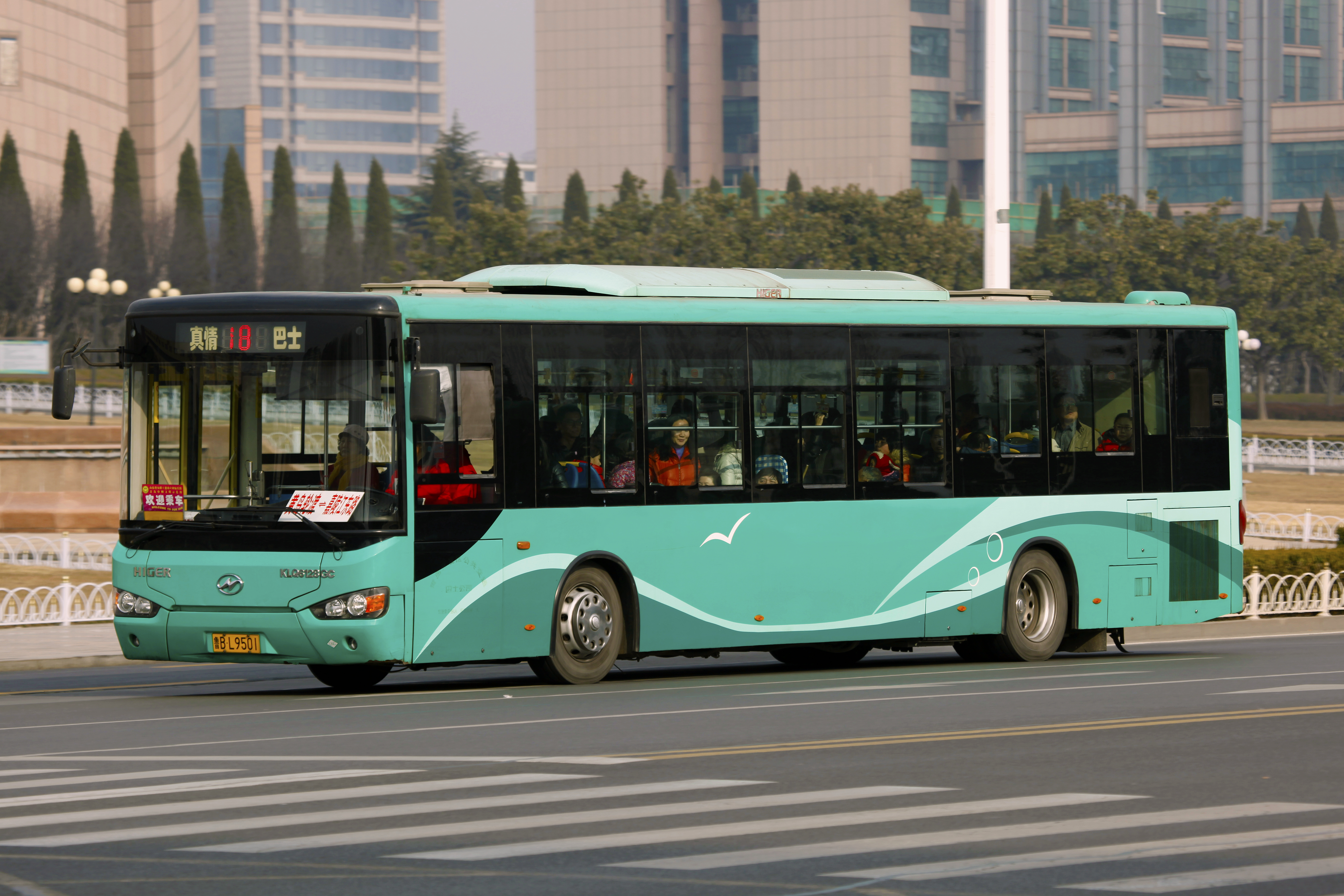
Higer KLQ6128GC в Циндао, КНР

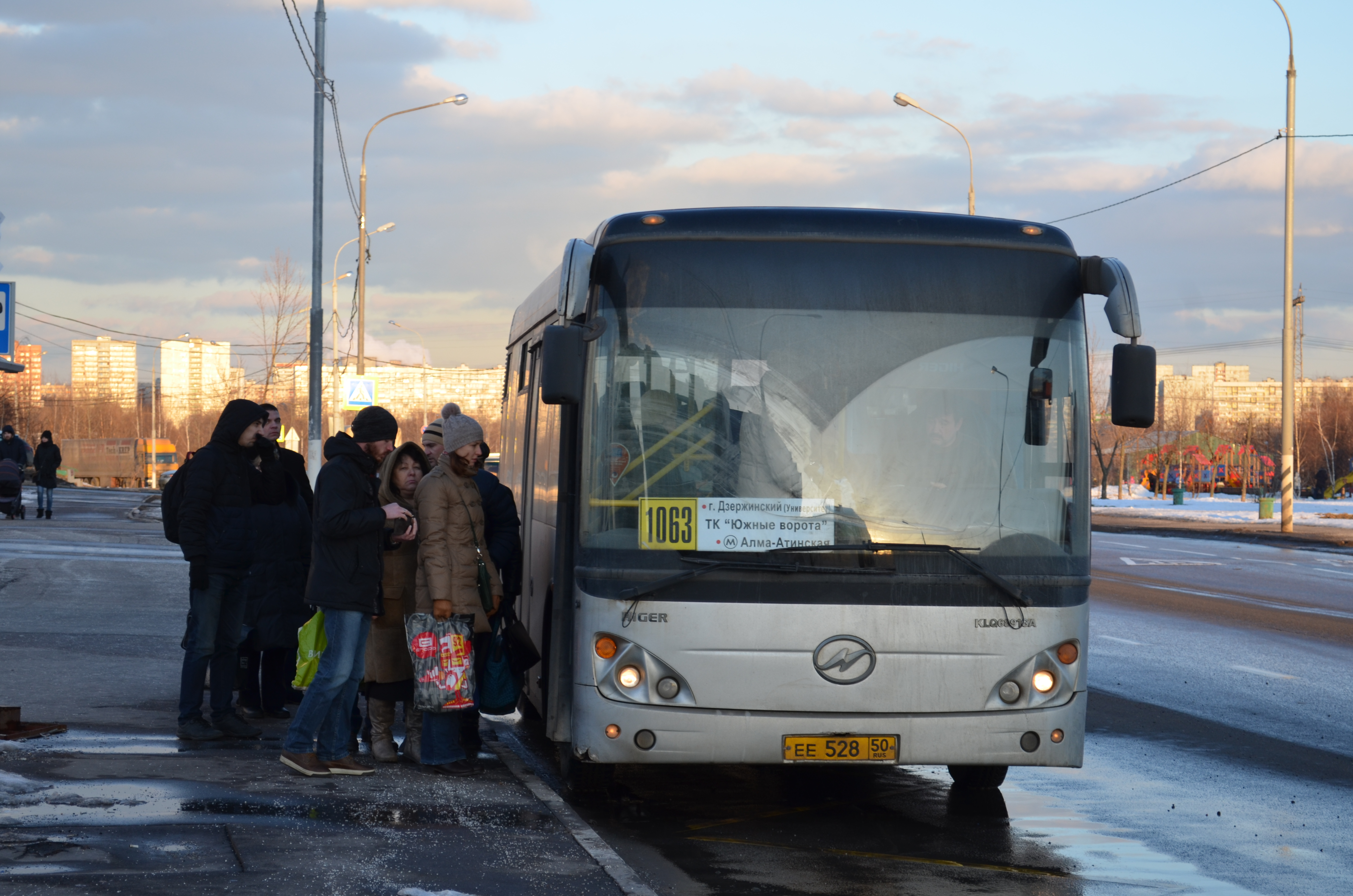
Higer KLQ6891GA в Москве

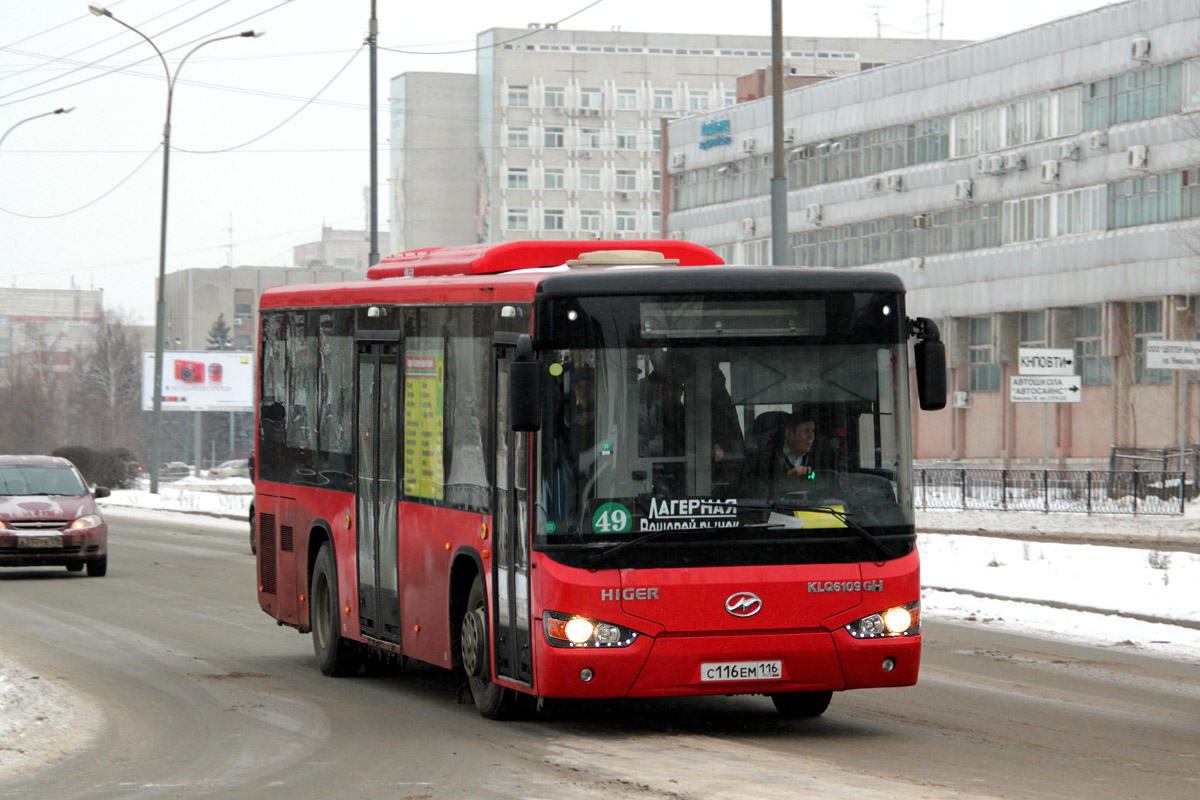
Higer KLQ6109GH в городе Казань

Создано свыше 50 серий и более 300 моделей пассажирского транспорта, туристических и городских автобусов. В 2006 году HIGER запустил совместный проект с компанией Scania по производству туристического автобуса топ-класса Scania-Higer Производство автобусов сертифицировано по стандарту ISO/TS16949:2002 и обязательному государственному стандарту CCC. Некоторые продукты прошли сертификацию на соответствие стандартам EEC, GCC и ЕЭК ООН.

## Представительства
Автобусы HIGER поставляются в более чем 30 стран мира, включая европейский, американский, африканский, юго-восточный азиатский и ближневосточный регионы. Объём продаж в 2006 году составил порядка 3 млрд долларов.
Линейка из семи автобусов представлена на российском рынке. Все они были адаптированы под российские условия эксплуатации и прошли полную сертификацию.
Компания Higer стала первым китайским производителем в России, который изготовил и сертифицировал автобус с двигателем Евро-4.

## Интересные факты
Автобус Higer принял участие в съёмке художественного фильма режиссёра Марюса Вайсберга «Любовь в большом городе-2». По сценарию, автобус везёт героя фильма Виллэ Хаапасало из аэропорта Шереметьево на Белорусский вокзал в Москве. Эпизоды с участием автобуса Higer снимались на Живописном мосту набережной Москвы-реки, а также на Софийской набережной рядом с Московским Кремлём.